# 1586 Thiele
1586 Thiele è un asteroide della fascia principale del diametro medio di circa 14 km. Scoperto nel 1939, presenta un'orbita caratterizzata da un semiasse maggiore pari a 2,4303825 UA e da un'eccentricità di 0,1027559, inclinata di 4,05291° rispetto all'eclittica.
Ha una piccola MOID con l'asteroide 7 Iris: il 7 agosto 1902 il due corpi celesti sono passati a sole 0,016 U.A. di distanza, il 30 dicembre 2038 passeranno a sole 0,029 U.A..
L'asteroide è dedicato all'astronomo danese Thorvald Nicolai Thiele (1838-1910), direttore dell'Osservatorio di Copenaghen.